# Buch des Himmels
Das Buch des Himmels (einfach Chinesisch: 天书; traditionell Chinesisch: 天書; Pinyin: Tiānshū) ist der Titel eines Buches des chinesischen Künstlers Xu Bing. Es ist gemäß der Tradition der Song- und Ming-Dynastie geschrieben. Seine Besonderheit ist die ausschließliche Verwendung von selbst erfundenen Schriftzeichen, die streng nach den Regeln für chinesische Schriftzeichen gestaltet sind. Das Buch besteht aus vier Bänden mit insgesamt 604 Seiten. Er gibt nur eine Auflage, die 126 Exemplare umfasst und zwischen 1987 und 1991 gedruckt wurde. Die erste öffentliche Ausstellung des Werks fand im Oktober 1988 im Chinesischen Kunstmuseum in Peking statt.
Der ursprüngliche Name des Werks war Spiegel zur Analyse der Welt: Der letzte Band des Jahrhunderts (einfach: 析世鉴－世纪末卷; traditionell: 析世鍳－世紀末卷; pinyin: Xī shì jiàn—Shìjì mòjuàn). Der Titel war ursprünglich Spiegel in der ehrenwerten Tradition der kaiserlichen Geschichtsschreibung. Aber der Künstler erkannte, dass der Titel zu kompliziert war und zu westlich für das damalige kulturelle Klima. Daher benannte er das Werk in Tiānshū um, wie es bereits von einigen Besuchern genannt wurde. Aus dem Chinesischen übersetzt bedeutet tiān shū so viel wie „Göttlicher Brief“. Der Begriff wurde früher nur für religiöse Texte verwendet. Heutzutage wird er eher im Sinne von Kauderwelsch benutzt. Allerdings wurde auch Nonsensliteratur als Titel vorgeschlagen.

## Drucklegung
Das Buch verwendet 4000 verschiedene Schriftzeichen. Das ist auch etwa die Anzahl der Schriftzeichen, die man in einem modernen Buch erwarten würde. Diese Zeichen basieren auf den Kangxi Radikalen. Die Dichte der Striche, sowie die Frequenz und Erscheinung der Zeichen, lassen diese wie reale Schriftzeichen wirken. Außerdem sind die Seiten und die Faszikel mit großen Zeichen gekennzeichnet, basierend auf dem chinesischen Zeichen 正.
Jedes dieser Zeichen wurde einzeln als bewegliche Letter aus Birnenholz geschnitzt. Ihr Stil entspricht etwa dem der Zeichen der Song-Zeit. Anfangs setzte Xu selbst einzelne Beispielseiten und brachte sie dann in eine Werkstatt in der Stadt Hányíng. Dort befand sich eine der letzten traditionellen Druckereien, die nach der Kulturrevolution mit staatlicher Unterstützung hauptsächlich Nachdrucke klassischer Texte mit vorrevolutionären Druckstöcken produzierte.
Später produzierte Xu ein Übersetzungsbuch, das die von Xu erfundenen Zeichen und einfache Symbole wie ★, ○ etc. enthielt. So lieferte er eine scheinbare Übersetzung der 4000 fiktiven Zeichen.

## Rezension
Die Reaktionen der Kritiker waren anfangs vernichtend. Im Jahr 1990 erschien in einer Pekinger Zeitung ein Artikel, dessen Autor mutmaßlich ein Mitglied des Kulturministeriums war. Darin wurde das Werk als „Geist baut Wand“ (einfach: 鬼打墙; traditionell: 鬼打牆; pinyin: guǐ dǎ qiáng) bezeichnet, was so viel bedeutet wie „Verschleiern um des Verschleierns willen“. Gleichzeitig kritisierten die „New Wave“-Künstler das Werk als „zu traditionell und akademisch“. Ungeachtet der Kritik war die Ausstellung von 1988 im Kunstmuseum ein Erfolg. Sie wurde nicht nur von Künstlern besucht, sondern auch von Professoren und Lektoren. Einige von ihnen kamen mehrfach in die Ausstellung und versuchten immer wieder, ein echtes Schriftzeichen zu finden. Spätere Kritiken sahen das Werk dann mit mehr Wohlwollen.
Das Buch wird als repräsentativ für die „1985 Fine Arts New Wave“-Kunst (Einfach: 85美术新潮; traditionell: 85美術新潮; pinyin: Bāwŭ Měishù Xīncháo) gesehen. Ebenso wird es als ein primäres Symbol für die breite liberale Bewegung vor dem Tian’anmen-Massaker angesehen. Auch wurde es mit James Joyce’ Finnegans Wake verglichen, als „radikale Herausforderung über Sprache, Schreiben, Literatur und dem Mensch-Maschine-Verhältniss“. Xu sagte, seine Absicht sei es gewesen, zu zeigen, „dass die Chinesische Literatur taoyan (monoton und langweilig) ist“. In seinen späteren Werken Kalligraphie der Wortquadrate (Square Word Calligraphy) und Buch der Erde (Book from the Ground) verfolgte er dabei die Idee, weiter die logographische Natur der chinesischen Schrift zu betonen und diese so besser zugänglich zu machen.